# Аулеф
Аулеф или Ауле́ф-эль-А́раб (араб. أولف‎) — город и коммуна на юге Алжира, в вилайете Адрар. Административный центр округа Аулеф.

## Географическое положение

Коммуна Аулеф

Город находится в восточной части вилайета, на территории одного из оазисов центральной Сахары, на расстоянии приблизительно 1095 километров к юго-юго-западу от столицы страны Алжира. Абсолютная высота — 275 метров над уровнем моря.

Коммуна Аулеф граничит с коммунами Регган, Тит, Тимоктен и Акабли. Её площадь составляет 2420 км².

## Климат
Климат города характеризуется как аридный (BWh в классификации климатов Кёппена). Осадки в течение года практически отсутствуют (среднегодовое количество — 10 мм). Средняя годовая температура составляет 25,9 °C.

## Население
По данным официальной переписи 2008 года численность населения коммуны составляла 21 723 человека. Доля мужского населения составляла 53,4 %, женского — соответственно 46,6 %. Уровень грамотности населения составлял 84,6 %. Уровень грамотности среди мужчин составлял 90,9 %, среди женщин — 77,1 %. 11,1 % жителей Аулефа имели высшее образование, 22,4 % — среднее образование.